# 表出主義
メタ倫理学において、表出主義（ひょうしゅつしゅぎ、英: Expressivism）とは道徳的言語の意味に関する理論である。表出主義によれば道徳的用語を使用する文、例えば「罪のない人間を拷問することは間違っている」は、記述的でも事実を述べるものでもない。「間違っている」、「良い」、「正しい」といった道徳的用語は、実際の世界内の特性を指示しない。表出主義によれば、道徳的文の主要な機能は、事実を主張することではなく、評価の対象に対する評価的態度を表現することである。道徳的言語の機能は非記述的であるため、道徳的文は真理条件を持たない。したがって、表出主義者は、道徳的文が真理値を持つことを認めないか、道徳的文に対して記述的真理条件の充足に訴えない真理の概念に依拠する。

## 概要
表出主義は道徳的反実在論または非事実主義の一形態である。道徳的文が記述または表現する道徳的事実は存在せず、道徳的用語が指示する道徳的特性や関係も存在しないという見解である。表出主義者は、道徳的真理の構成主義的説明（例えばカント主義）や実在論的説明（例えば倫理的直観主義）を否定する。
表出主義は道徳的言語の機能が記述的ではないと主張するため、反実在論者が誤謬理論を回避することを可能にする。通常の倫理的思考と言説は深く広範な誤りを犯しており、全ての道徳的陳述は偽なる存在論的主張をするという見解である。

## 記述主義的主観主義との区別
表出主義は、通常の言説で使用される道徳的文が話者の道徳的態度を記述すると主張しない。表出主義者は倫理的主観主義を一致して拒否する。つまり、「Xは良い/悪い」という種類の発話は「あなたはXをすべき/すべきでない」を意味するという記述主義的見解である。主観主義は、道徳的文が事実、すなわち主体の心理状態に関する事実を表現するために使用されると主張するため、表出主義的ではなく記述主義的理論である。

## 歴史的発展：非認知主義/情緒主義から認知主義的表出主義へ
| 表出主義の哲学者                               | 代表的著作:            | 年   |
| ---------------------------------------------- | ---------------------- | ---- |
| アルフレッド・エイヤー                         | 言語、真理、論理       | 1936 |
| チャールズ・スティーブンソン                   | 倫理用語の情緒的意味   | 1937 |
| リチャード・マーヴィン・ヘア                   | 道徳の言語             | 1952 |
| ウィルフリド・セラーズ                         | 科学と倫理             | 1960 |
| サイモン・ブラックバーン                       | 準実在論論集           | 1993 |
| アラン・ギバード                               | 賢明な選択、適切な感情 | 1990 |
| マーク・ティモンズ                             | 基礎なき道徳           | 1999 |
| テレンス・ホーガン（マーク・ティモンズと共著） | 認知主義的表出主義     | 2006 |

表出主義の初期のバージョンのいくつかは、論理実証主義に関連して20世紀初頭に登場した。これらの初期の見解は通常「非認知主義」と呼ばれる。アルフレッド・エイヤーの情緒主義はよく知られた例である。
情緒主義によれば、「Xは良い（悪い）」という種類の道徳的文を発する行為は、Xに対する肯定的（または否定的）な感情的態度の表現に近く、そのような発話は「Xに万歳！」または「Xに反対！」と言い換えることができる。
チャールズ・スティーブンソンもまた重要な情緒主義のバージョンを提唱した。
20世紀半ばの初めに、リチャード・マーヴィン・ヘアは表出主義/非認知主義の重要な擁護者であった。ヘアの見解は、道徳的文を普遍的で優先的な指令または命令として分析したため、指令説と呼ばれる。指令主義者は「Xは良い」を「Xをせよ！」と言い換えるかもしれない。
サイモン・ブラックバーンの「準実在論」、アラン・ギバードの「規範表出主義」、マーク・ティモンズとテレンス・ホーガンの「認知主義的表出主義」といったより最近のバージョンの表出主義は、エイヤー、スティーブンソン、ヘアに適用された「非認知主義者」というラベルから距離を置く傾向にある。これらの「新波」表出主義者を区別するのは、道徳的文またはそれに対応する心理状態、道徳的判断の還元的分析に抵抗し、道徳的文/判断が真理値を持つことを認めることである。
特にホーガンとティモンズの「認知主義的表出主義」というラベルは、道徳的判断を認知的心理状態、すなわち信念として、また道徳的文を真正の主張または真理主張の媒体として見なすという、彼らがブラックバーンとギバードと共有する哲学的責務を捉えている。現在の表出主義プロジェクトの多くは、表出主義と整合的でありながらフレーゲ・ギーチの反論（以下を参照）に耐えることができる道徳的文の真理の理論を擁護することに費やされている。表出主義者は、道徳的文の真理の非実在論的説明を提供するために、最小主義的または欠如的な真理理論に依拠する傾向がある。

## 賛成論

### 未解決問題の論証
未解決問題の論証（もともと直観主義者であり非自然主義者であるジョージ・エドワード・ムーアによって明確化された）によれば、道徳的用語の提案されたどのような定義に対しても、例えば「『良い』＝『欲望の対象』」に対して、定義の陳述に含まれる用語の意味を理解する英語の有能な話者であっても、「欲望の対象は良いか？」という問いは未解決のままであると考えることができる。
この論証の要点は、規範的または道徳的用語は「自然的」または非道徳的用語に分析的に還元できないということである。表出主義者は、この還元不可能性の最良の説明は、道徳的用語が対象を記述するためではなく、それらを評価するために使用されるということであると論じる。多くの哲学者は、表出主義者または非認知主義者を「未解決問題の論証の真の歴史的受益者」とみなしている。

### 道徳的不一致からの論証
人々は、評価の対象に関する「自然的」または記述的事実について同じ情報を持っていながら、同じ対象の道徳的評価において不一致を示すことがある。表出主義者は、そのような深い道徳的不一致は、道徳的判断が記述的または事実的判断の一種ではないという証拠であると論じる。

## 反論

### フレーゲ・ギーチ問題
フレーゲ・ギーチ問題は、ゴットロープ・フレーゲの著作からピーター・ギーチが発展させたもので、表出主義を受け入れることによって必然的に「嘘をつくことは間違っている」の意味が、条件文「もし嘘をつくことが間違っているならば、弟に嘘をつかせることは間違っている」の中の「嘘をつくことは間違っている」部分の意味と異なることを受け入れることになり、したがって表出主義は道徳的言語の不適切な説明であると主張する。
フレーゲ・ギーチは、「弟に嘘をつかせることは間違っている」は二つの前提からモーダスポネンスによって次のように導出できると主張する：
- 嘘をつくことは間違っている。
- もし嘘をつくことが間違っているならば、弟に嘘をつかせることは間違っている。
- したがって、弟に嘘をつかせることは間違っている。

第二の陳述において表出主義的説明は失敗するように見える。なぜなら、仮言的前提を主張する話者は、嘘をつくことに対して非難的であれその他であれ、道徳的立場を表明していないからである。したがって表出主義者は、この種の未主張の文脈における道徳的言語の意味を説明できない。この問題は、論理は実際の真理値にのみ適用されると仮定している。

### 発語内行為‐意図の論証
テレンス・クーノは次の前提によって表出主義に反論する：

通常の最適な条件下で、行為者が道徳的文を誠実に発話するという文的行為を行う際、その行為者は道徳的命題を主張することを意図せず、非道徳的状態や対象に対する態度を表現することを意図するという主張は偽である。

表出主義の提唱者は、通常の道徳的思考と言説の参加者を深い誤りの責めから守ることに関心がある。しかし、クーノは、多くのそのような参加者が道徳的判断を下す際に事実的な道徳的現実を表現することを意図しているという証拠があると論じる。したがって、もし表出主義者が正しく、道徳的言語が適切に事実的、記述的主張を行うために使用されないのであれば、通常の道徳的言説の多くの参加者は彼らの発語内行為の意図において挫折している。この根拠に基づいて、表出主義者が表出主義は道徳的思考と言説の本質的に修正主義的な見解ではないという主張を放棄しない限り、我々は表出主義を放棄すべきであると論じられる。